# Porter Hills
Porter Hills är en kulle i Antarktis. Den ligger i Östantarktis. Nya Zeeland gör anspråk på området. Toppen på Porter Hills är 589 meter över havet.
Terrängen runt Porter Hills är lite bergig. Trakten är obefolkad. Det finns inga samhällen i närheten. 